# 麦天合
麦天合，位于中国广东省清远市清城区上廓街，为清远市清城区文物保护单位，类型为近现代重要史迹及代表性建筑，公布时间为2002年5月。
麦天合的历史年代为民国初。